# On s'attache
Singles de Christophe Maé
Parce qu'on sait jamais
(2007)
Pistes de Mon paradis
Mon paradis
On s'attache est le premier single du chanteur français Christophe Maé qui introduit sa carrière et la présentation de son album titulé Mon paradis. Elle a remporté un énorme succès en France et en Belgique francophone, et un succès plus modéré en Suisse francophone.

## Information
Cette chanson a été écrite composée par Lionel Florence et Bruno Dandrimont, qui a précédemment travaillé avec de nombreux artistes tels que Nolwenn Leroy, et Christophe Maé lui-même. La chanson, assez sincère qui repose sur un amour assez simple, relate une idylle où la conjointe ne fait que s'en aller et Christophe doit se rendre compte qu'il n'est pas James Bond. Elle a aussi été jouée lors de la tournée de promotion de l'album. On peut en retrouver une performance live dans l'album + DVD live Comme à la maison, sorti en 2008. 
En 2008, la chanson remporte le NRJ Music Award de la Chanson Francophone de l'Année.
Le single s'est classé directement n°1 au Top 50, mais a chuté rapidement dans les semaines qui suivent, car il est sorti en édition limitée. Cependant, c'était la 3e chanson la plus téléchargée en 2007.

## Formats et liste des pistes
CD single
1. "On s'attache" — 3:11
2. "On s'attache" (acoustic version) — 3:01
3. "On s'attache" (making-of of the video)

Digital
1. "On s'attache" — 3:11
2. "On s'attache" (live) — 5:46

## Certifications
| Pays     | Certification | Date            | Vente certifié | Vente physique | Vente digital |
| -------- | ------------- | --------------- | -------------- | -------------- | ------------- |
| Belgique | Or            | 12 janvier 2008 | 20,000         |                |               |
| France   | —             | —               | —              | 30,900         | 51,760        |

## Classement par pays
| Classement (2007)                       | Meilleure position |
| --------------------------------------- | ------------------ |
| Belgique (Wallonie Ultratop 50 Singles) | 4                  |
| France (SNEP)                           | 1                  |
| France (SNEP Téléchargement)            | 2                  |
| Suisse (Schweizer Hitparade)            | 27                 |

| Classement de fin d'année (2007)      | Position |
| ------------------------------------- | -------- |
| Belgique (Wallonie) Classement single | 12       |
| France (SNEP)                         | 81       |
| Classement de fin d'année (2008)      | Position |
| Belgique (Wallonie) Classement single | 66       |